# Веребрюсов, Иван Александрович
Иван Александрович Веребрюсов (27 апреля [10 мая] 1906, Феодосия, Таврическая губерния — 1988) — советский военный деятель, инженер-капитан 1-го ранга, лауреат Сталинской премии.

## Биография
Родился 10 мая 1906 года в Феодосии . В Рабоче-Крестьянской Красной Армии — с 1928 года. Член ВКП(б)/КПСС.
Занимал ряд инженерных и командных должностей в Рабоче-Крестьянской Красной Армии — военный представитель при Кронштадтском морском заводе.
Занимался инженерной работой во время Великой Отечественной войны в должности заместителя начальника отдела в/ч 27177 при 1-м Центральном научно-исследовательском институте военного кораблестроения. После Великой Отечественной войны в звании инженер-капитана 1-го ранга продолжил службу в Советской Армии и занимался инженерной деятельностью в её рядах — начальник кафедры Военно-морской академии кораблестроения и вооружения им. Крылова.
За создание аппаратуры для подводных лодок был в составе коллектива удостоен Сталинской премии за выдающиеся изобретения и коренные усовершенствования методов производственной работы за 1942 год.
В отставке — с 1958 года, преподаватель электротехники в институте авиационного приборостроения и других ленинградских вузах.
Умер в 1988 году.

## Публикации, патенты
- Синхронные передачи и следящие системы _ [учеб. пособие для техникумов] _ Веребрюсов, Иван Александ (1954) _ НЭБ Архивная копия от 19 мая 2021 на Wayback Machine
- ВЕРЕБРЮСОВ ИВАН АЛЕКСАНДРОВИЧ изобретатель и автор патентов — PatentDB.ru Архивная копия от 19 мая 2021 на Wayback Machine

## Семья[1]
- Дед — Степан Иванович Веребрюсов (1819, Феодосия, Таврическая губерния — 7 марта 1884, Керчь, Таврическая губерния) — русский археолог и музеевед.
- Отец — Александр Степанович Веребрюсов, преподаватель математики Феодосийской гимназии.
- Брат — Степан Александрович Веребрюсов (12 декабря 1912, Феодосия — 9 октября 1945, Рибниц-Дамгартен, Германия) — советский полярный лётчик.
- Жена — Веребрюсова, Елена Петровна (1907—1994)
- Дочь — Елена Ивановна Веребрюсова (1932—2013) — историк, музейный работник, краевед, создатель общей экспозиции и космического уголка Тверского Государственного объединённого музея и экспозиции Музея Центра подготовки космонавтов имени Ю. А. Гагарина.

## Награды
- орден Ленина (30 декабря 1956)
- орден Красного Знамени (13 июня 1952)
- орден Отечественной войны II степени (16 июля 1945, 6 апреля 1985)
- орден Красной Звезды (5 ноября 1946)
- Сталинская премия III степени (10 апреля 1942) — за создание аппаратуры для подводных лодок